# Bubú ventreblanc
El bubú ventreblanc (Laniarius bicolor) és un ocell de la família dels malaconòtids (Malaconotidae).

## Hàbitat i distribució
Viu als manglars, vegetació de ribera i sotabosc, des del Camerun cap al sud a Gabon, Congo i República Democràtica del Congo fins al sud-oest d'Angola i, cap a l'est, a través del nord de Namíbia, nord de Botswana i nord de Zimbabwe fins al sud-oest de Zàmbia.